# Charles Thomson (Schriftsteller)

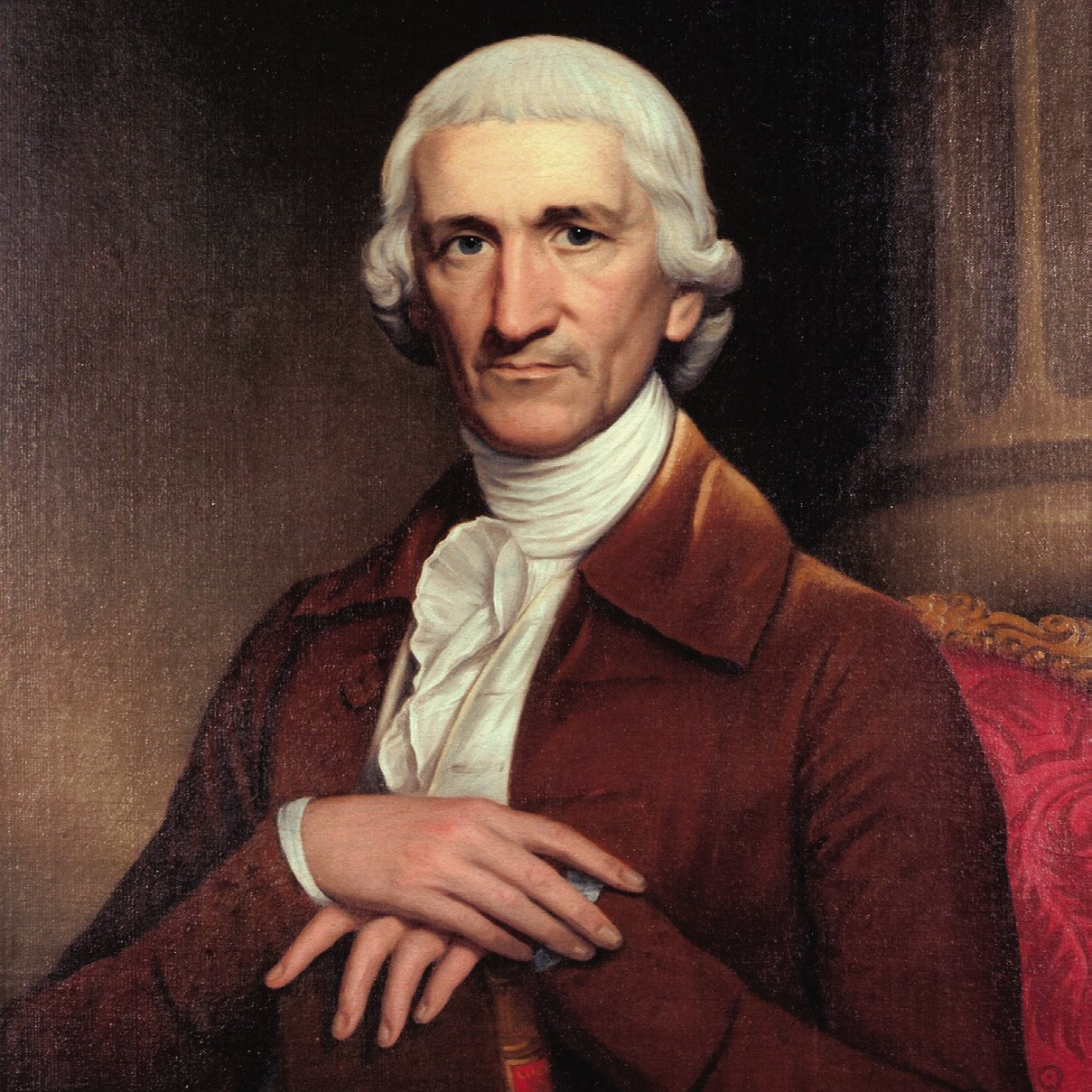
Charles Thomson (1783)

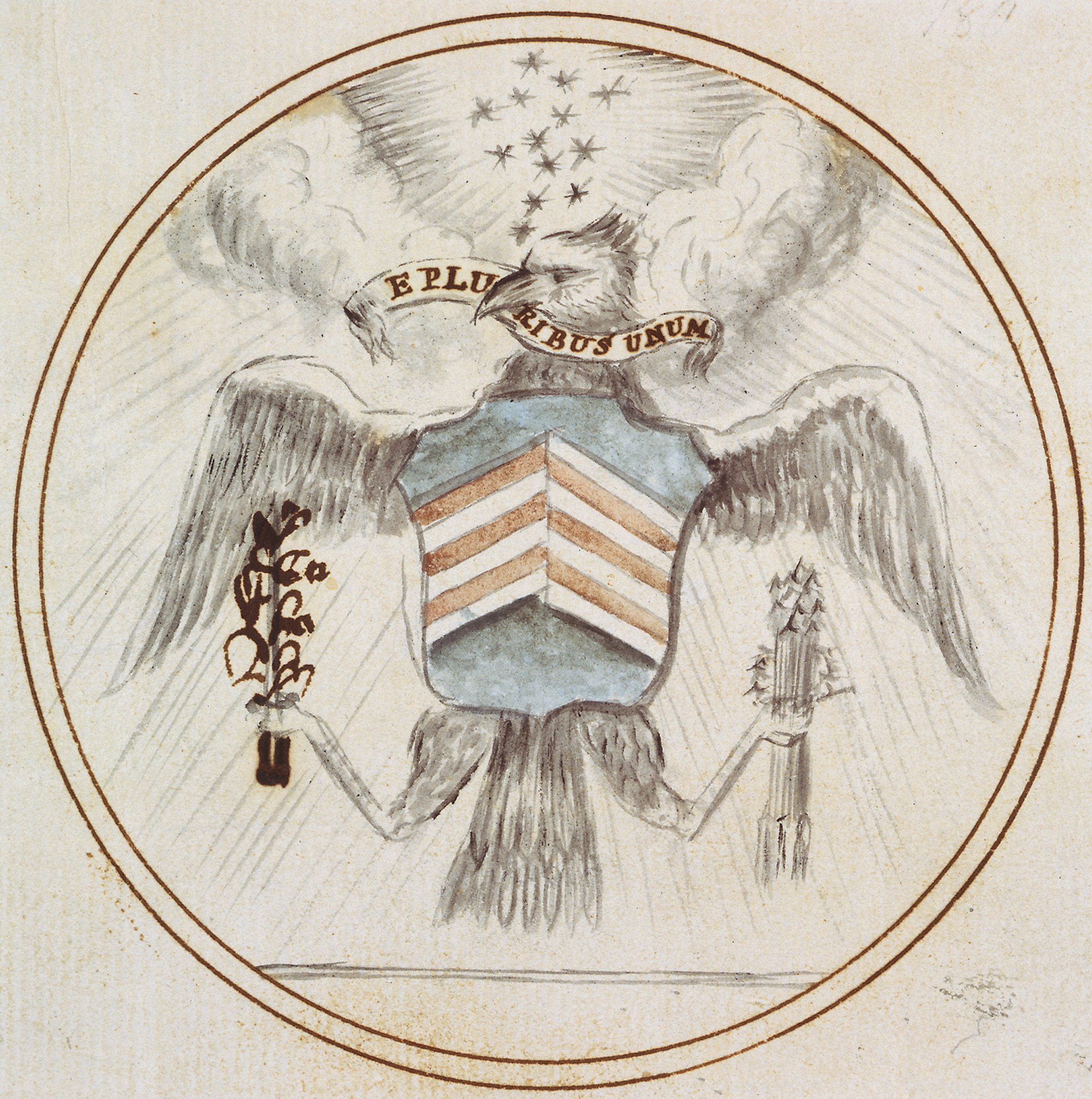
Thomsons Entwurf für das amerikanische Dienstsiegel

Charles Thomson (* 29. November 1729 in Maghera, County Derry, Irland; † 16. August 1824 in Lower Merion, Montgomery, Pennsylvania) war ein US-amerikanischer Schriftsteller und Politiker irischer Herkunft.

## Leben
Thomson emigrierte mit seinem Vater und drei Brüdern von Irland nach Nordamerika. Kurz vor der Ankunft in New Castle, Delaware, starb sein Vater. Durch einen Verwandten, der bereits einige Zeit im Land lebte, begegnete er Dr. Francis Allison, der ihm 1743 den Besuch der New London Academy im nahegelegenen Chester County, Pennsylvania ermöglichte.
Thomson diente von bis 1774 bis 1789 über den gesamten Zeitraum seines Bestehens als Sekretär des revolutionären und im weiteren Verlauf regulär staatstragenden Kontinentalkongresses bzw. Konföderiertenkongresses, bis dieser nach Ratifikation der zweiten Verfassung der Vereinigten Staaten doch vom 1. Kongress und einer zentralen Bundesregierung abgelöst wurde. Seine akribischen Aufzeichnungen der Debatten und Entscheidungen des Kongresses schufen für die Nachwelt einen Überblick über die Institution, die während ihres gesamten Bestehens von regem personellen Wechsel und einer durchschnittlichen Verweilzeit von zwei Jahren gekennzeichnet war. Über seine Schrifttätigkeit hinaus spielte er durch die Koordination des diplomatischen sowie innerstaatlichen Schriftverkehrs vor allem aus ausländischer Sicht eine bedeutende Rolle in der Außenpolitik und galt, wie in Vol. CI (101), 1977 des Pennsylvania Magazine of History and Biography von Fred S. Rolater benannt, als „Prime Minister“ der Vereinigten Staaten.
Als Sekretär geriet Thomson auch in die Kritik: James Searle, ein Abgeordneter und Freund von John Adams, sah sich im Sitzungsprotokoll falsch zitiert und attackierte Thomson in den Räumlichkeiten des Kongresses mit seinem Gehstock. Im Laufe der Rangelei fügten beide Männer einander eine Hiebwunde im Gesicht zu. Raufereien waren im Kongress nicht ungewöhnlich und wurden häufig durch Dispute über Thomsons Aufzeichnungen ausgelöst.
Thomson geht zudem in die Geschichtsbücher ein als der Gestalter des Siegels der Vereinigten Staaten (Great Seal of the United States) im Jahr 1782, nachdem in den Vorjahren über einen längeren Zeitraum hinweg drei verschiedene Kommissionen daran gescheitert waren. 
In seinem späteren Leben arbeitete er unter anderem als Kaufmann in Philadelphia und als Politiker, wobei er sich durch aktive Teilhabe am Widerstandskampf gegen die Briten auszeichnete. In der Spitzenpolitik der neuen Nation spielte er nach der Auflösung des Konföderiertenkongresses keine Rolle mehr, unterhielt aber weiter Kontakt zu den führenden Persönlichkeiten. So beschrieb Thomas Jefferson 1822 in einem Brief an John Adams, wie tragisch er Thomsons Alterssenilität empfand. Charles Thomson starb im Alter von nahezu 95 Jahren.

## Werke
- An enquiry into the causes of the alienation of the Delaware and Shawaneese Indians (1759)
- A synopsis of the four evangelists (1815)